# Lauren Lee
Lauren Anna Lee (ur. 12 lutego 2004) – haitańska  zawodniczka w taekwondo, olimpijka.
Reprezentowała Haiti w konkurencji taekwondo w wadze do 67 kg rozegranej w ramach Letnich Igrzyskach Olimpijskich 2020, które odbyły się w Tokio. W rundzie eliminacyjnej walczyła z chorwacką Mateą Jelić z którą ostatecznie przegrała pojedynek. Wystąpiła w pierwszej rundzie repasaży, gdzie walczyła z brazylijską zawodniczką, Mileną Titoneli z którą również przegrała pojedynek.